# Людвиг фон Шиппен
Людвиг фон Шиппен (нем. Ludwig von Schippen или нем. Ludwik von Schippen, лат. Lodewicus de Scippe) — ландмейстер Тевтонского ордена в Пруссии в 1299—1300 годах. До этого был комтуром владений ордена в Бранденбурге в 1290—1291 годах и комтуром Эльбинга в 1296—1298. Возглавлял орден в Пруссии один год, после чего скончался и был погребён в соборной церкви Кульма.